# Viomicina
La Viomicina es un miembro de la familia de la tuberactinomicina, un grupo de péptidos no ribosomales con actividad antibiótica que exhiben propiedades antituberculosas. Los antibióticos de la familia de la tuberactinomicina son un componente esencial en el coctel de drogas utilizados actualmente para el tratamiento de Mycobacterium tuberculosis. La viomicina fue el primer miembro de las tuberactinomicinas en ser aislado e identificado, y fue utilizada para tratar la TBC hasta que fue reemplazada por la capreomicina, un compuesto estructuralmente relacionado pero menos tóxico. Las tuberomicinas hacen diana sobre los ribosomas bacterianos, uniéndose al ARN e interrumpiendo la síntesis de proteínas bacteriana. Es producida por el actinomycete Streptomyces puniceus y actúa uniéndose al ARN e inhibiendo la síntesis proteica procariota, y ciertas formas de splicing de ARN.

## Biosíntesis
La agrupación de genes responsables de la síntesis de la viomicina ha sido secuenciado a partir de la secuencia ATCC 11861 de Streptomyces sp., Streptomyces vinaceus y a partir de Streptomyces lividans 1326. Consiste en un pentapéptido cíclico central ensamblado por una sintetasa peptídica no ribosomal (NRPS). La NRPS contiene 4 proteínas: VioA, VioF, VioI, y VioG. Estas proteínas son las responsables de condensar y ciclar dos moléculas de L-2,3-diaminopropionato (L-Dap), dos moléculas de L-serina (L-Ser), y una molécula de (2S,3R)-capreomicidina (L-Cam). Luego de ciclar este péptido, la VioJ cataliza la desaturación α,β de la estructura preliminar. Se ha propuesto que la agrupación de genes de la viomicina incluyen 36.3 kb de ADN contiguos que codifican para 20 marcos de lectura abiertos (ORFs) que se encuentran involucrados en la biosíntesis, regulación, y la activación eventual de la viomicina. Adicionalmente a estos ORFs, la estructura contiene el gen de resistencia vph. El siguiente es un sumario de los ORFs y sus funciones.
| - VioA: NRPS (A-PCP-C-A-PCP-C) - VioH: Tioesterasa de tipo II - VioO: NRPS activación de la (A-PCP)-β-lisina - VioB: 2,3-diaminopropionato sintasa - VioI: NRPS (PCP-C) - VioP: Lisina 2,3-aminomutasa - VioC: L-Arg hidroxilasa | - VIoJ: 2,3-diaminopropionil α,β-desaturasa - vph: Viomicin fosfotransferasa - VioD: Capreomicidina sintasa - VioK: Ornitina ciclodeaminasa - VioQ: Capreomicidina hidroxilasa - VioE: Permeasa - VioL: Carbamoiltransferasa | - VioR: Regulador transcripcional - VioF: NRPS (A-PCP-C) - VIoM: NRPS (C)-β-lisina transferasa - VIoS: Viomicin-fosfato fosfatasa - VioG: NRPS (A-PCP-C/) - VioN: Homólogo de MbtH - VioT: Regulador transcripcional |

### Síntesis del esqueleto
El siguiente es el mecanismo de biosíntesis propuesto para la viomicina utilizando la síntesis peptídica catalizada por la NRPS. Hay cinco dominios proteicos responsables de la síntesis del pentapéptido, incluyendo uno que carece de un dominio de adenilación (A). Por lo cual se ha propuesto que otro de los sitos de adenilación es capaz de funcionar dos veces. Adicionalmente, se sospecha que las subunidades de la NRPS no funcionan en el orden en que se encuentran codificadas sobre el arreglo de genes, una característica de la biosíntesis de la viomicina que es muy diferente a otras síntesis típicas de péptidos catalizadas por NRPS. Los componentes de la NRPS funcionan en el orden VioA→VioI→VioF→VioG para poder llevar a cabo la incorporatción de β-ureidoalanina (β-Uda). El primer dominio A de la VioA crea un intermediario L-Dap-PCP en el primer dominio PCP. Mientras tanto, el segundo dominio A de VioA carga una L-Ser en el segundo dominio PCP, como así también el PCP de VioI. La activación de la β-Uda ocurre vía VioF, y la VioG incorpora a la L-Cam. 

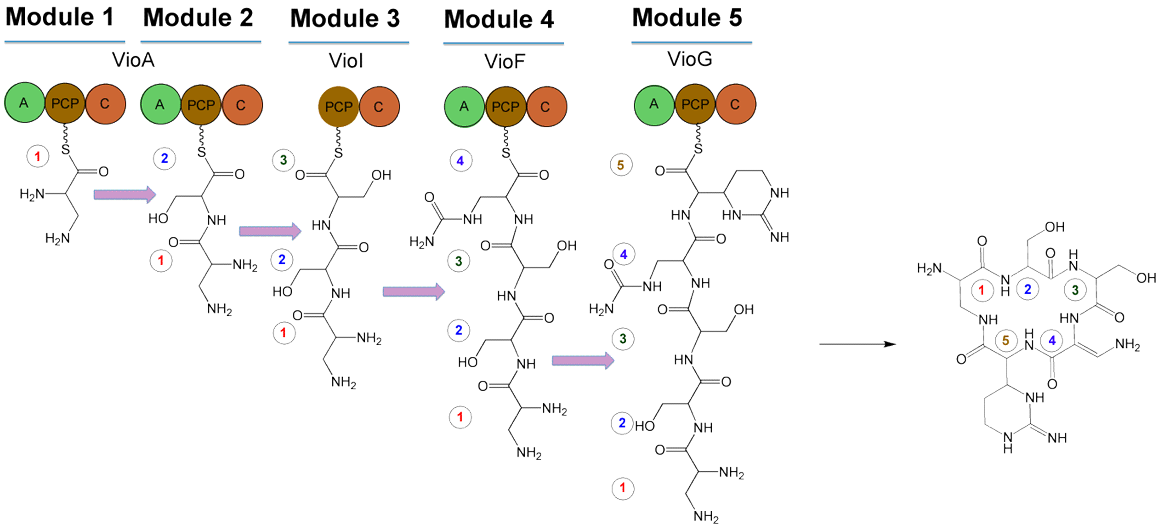
Figura 1. Organización de dominios de la viomicina.

### Modificaciones postraduccionales
Luego de la desaturación α,β vía, ocurren tres modificaciones a la estructura cíclica preliminar. La hidroxilación de C-6 en la estructura es llevada a cabo por la VioQ, la N-acilación del grupo α-amino utilizando β-lisine, por medio de VioO, y VioM; y la carbamoilación de grupo β-amino, produciendo β-ureidoalanina (β-Uda) por la homóloga de carbamoiltransferasa VioL.

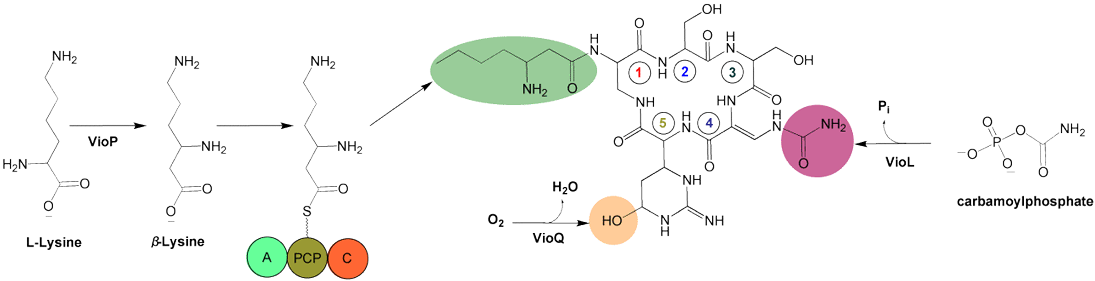
Figura 2. Modificaciones postraduccionales de la viomicina.